# Barbolica
Barbolica (1013 m) –  szczyt na wschodnim krańcu Niżnych Tatr na Słowacji. Znajduje się w zakończeniu północno-wschodniego grzbietu Predná hoľa (1546 m), w widłach dwóch potoków – jeden z nich to Mlynica, obydwa są dopływami Vernarskiego Potoku (Vernársky potok).
Barbolica dominuje od zachodniej strony nad zabudowaniami miejscowości Vernár. Jest porośnięta lasem, w którym wśród drzew znajdują się odkryte wapienne skały z ciekawą roślinnością wapieniolubną i zimnolubną. Z ciekawych roślin rośnie tutaj sasanka słowacka, pierwiosnek łyszczak, turzyca niska, mokrzyca Kitaibela i mącznica lekarska. W 1978 r. utworzono tutaj rezerwat o powierzchni 12 ha. Jego celem jest ochrona wapieniolubnej flory i fauny.
Barbolica pod względem geograficznym znajduje się w Niżnych Tatrach, ale włączona została w obszar Parku Narodowego Słowacki Raj.